# 谷戸城
谷戸城（やとじょう）は、山梨県北杜市大泉町谷戸にあった日本の城（城郭）。形式は山城。谷戸城跡の名称で国の史跡に指定されている。

## 立地
県北西部に位置。八ヶ岳の山体崩落で形成された尾根上に立地し、標高は850m付近。地形を利用して同心円上に土塁や空堀を配した輪状郭群。東西を東衣川、西衣川に画され、北側は尾根に通じ三方は急崖に囲まれている。

## 沿革
平安時代後期には、常陸国那珂郡武田郷から源義清・清光親子が甲斐国市河荘（現在の市川三郷町）へ流罪される。逸見清光（冠者）の子孫は逸見荘へ土着した後、甲斐国各地で勢力を拡大し、甲斐源氏の祖となった。
谷戸城は清光の居城と伝わり、江戸時代に成立した『甲斐国志』によれば、清光は正治元年（1199年）に当地において死去したという。平安時代後期には治承・寿永の乱において甲斐源氏の一族が活躍する。
『吾妻鏡』によれば、治承4年（1180年）8月24日には石橋山の戦いにおいて伊豆国の源頼朝が敗北し、翌8月24日には北条時政・義時親子が甲斐国入国を試みたという。9月10日には甲斐源氏の武田信義らが信濃国へ出兵して平家方と戦い、9月15日には甲斐へ帰還し、武田信義・一条忠頼ら甲斐源氏一党は「逸見山」に集結した。甲斐源氏の一族は「逸見山」において頼朝の使者である北条時政を迎えたという。「逸見山」の比定地は北杜市域に複数候補地があり、当地もそのひとつとされる。
戦国時代には武田晴信 (信玄)期の信濃侵攻を開始する。『高白斎記』の天文17年9月6日（1548年10月7日）条に拠れば、晴信は信濃国佐久郡の前山城（長野県佐久市）攻略のため出陣し、「矢戸御陣所」において宿泊したことを記しているが、これが谷戸城を指しているかは不明。晴信は9月7日に海野口に、9月9日には宮之上に到着し、9月11日には前山城を攻略した。
また、『国志』によれば天正10年（1582年）3月の武田氏滅亡後、同年6月の本能寺の変により「天正壬午の乱」が発生する。天正壬午の乱において甲斐は三河国の徳川家康と相模国の北条氏直が争奪し、家康が新府城（韮崎市中田町中條）を本陣に七里岩台上の城砦に布陣したのに対し、後北条氏は若神子城（北杜市須玉町若神子）を本陣に、周辺の城砦に布陣した。この時、後北条氏は谷戸城へも布陣していたという。
江戸時代には、（文政8年1825年）の村方明細帳にも記録が残る。

## 遺跡の概要
江戸時代から城跡と認識されており、1976年（昭和51年）には山梨大学考古学研究会による測量調査が行われる。1982年（昭和57年）には一部の発掘調査が実施され、堀跡など一部の遺構が確認され、青磁片や内耳土器、洪武通宝などの遺物が出土している。
北東や西側は内部に横堀を伴う土塁があり、南斜面には帯状の郭が数段にわたって広がり、防御施設が集中している。北は方形の平坦地が開け、内部には三角形の主郭部がある。
谷戸城は地域振興に際して注目されはじめ、1993年（平成5年）11月29日に国の史跡に指定され、1999年（平成11年）までに公有地化が行われる。

## 北杜市考古資料館
谷戸城跡北西角に隣接して、谷戸城を含む北杜市内の考古遺跡および出土品を解説展示する北杜市考古資料館がある。